# (35317) 1997 AQ23
1997 AQ23 (asteroide 35317) é um asteroide da cintura principal. Possui uma excentricidade de 0.07882580 e uma inclinação de 15.75624º.
Este asteroide foi descoberto no dia 14 de janeiro de 1997 por Beijing Schmidt CCD Asteroid Program em Xinglong.